# بورونی
بورونی (به لاتین: Buruny) یک منطقهٔ مسکونی در روسیه است که در استان آستراخان واقع شده‌است.